# François Bidard
François Bidard (Lonlay-l'Abbaye, 19 maart 1992) is een Frans voormalig wielrenner die in 2023 zijn carrière afsloot bij Cofidis. Tijdens zijn carrière nam hij zesmaal deel aan de Ronde van Italië en driemaal aan de Ronde van Spanje. Daarnaast startte hij drie keer in de Ronde van Lombardije, het laatste Monument van het jaar, maar haalde geen enkele keer de finish.
In 2019 kwam Bidard het dichtst bij een profzege: in de derde etappe van de Ronde van Zwitserland bleven enkel Antwan Tolhoek en Egan Bernal hem voor in de bergrit naar skigebied Flumserberg.

## Palmares

### Resultaten in voornaamste wedstrijden
| Jaar | Ronde van Italië | Ronde van Frankrijk | Ronde van Spanje |
| ---- | ---------------- | ------------------- | ---------------- |
| 2016 |                  |                     | 94e              |
| 2017 | 39e              |                     |                  |
| 2018 | 37e              |                     |                  |
| 2019 | 30e              |                     | 24e              |
| 2020 | 39e              |                     |                  |
| 2021 | opgave           |                     |                  |
| 2022 |                  |                     |                  |
| 2023 | 54e              |                     | 125e             |

| Jaar | Ronde van Lombardije | Parijs-Tours |  | Wereldranglijsten      |
| ---- | -------------------- | ------------ |  | ---------------------- |
| 2016 |                      | 111e         |  | 1597e (UWR)            |
| 2017 | opgave               |              |  | 284e (UWT) 1023e (UWR) |
| 2018 | opgave               |              |  | 216e (UWT) 545e (UWR)  |
| 2019 |                      |              |  | 626e (UWR)             |
| 2020 |                      |              |  | 893e (UWR)             |
| 2021 |                      |              |  | 1988e (UWR)            |
| 2022 | opgave               |              |  | 2217e (UWR)            |
| 2023 |                      |              |  | 966e (UWR)             |

### Resultaten in kleinere rondes
| Jaar | Tour Down Under | Ronde van de VAE | Ronde van Catalonië | Critérium du Dauphiné | Ronde van Zwitserland | Ronde van Polen |
| ---- | --------------- | ---------------- | ------------------- | --------------------- | --------------------- | --------------- |
| 2016 |                 |                  |                     |                       |                       | 61e             |
| 2017 | 65e             |                  | buiten tijd         |                       |                       | 21e             |
| 2018 |                 |                  | 92e                 |                       | 19e                   |                 |
| 2019 |                 |                  | 57e                 |                       | 43e                   |                 |
| 2020 |                 |                  |                     |                       |                       |                 |
| 2021 |                 | 44e              | 77e                 |                       |                       |                 |
| 2022 |                 |                  |                     | 100e                  |                       |                 |
| 2023 | 48e             |                  |                     |                       |                       |                 |

## Ploegen
- 2014 –  AG2R La Mondiale (stagiair vanaf 1 augustus)
- 2015 –  AG2R La Mondiale (stagiair vanaf 1 augustus)
- 2016 –  AG2R La Mondiale
- 2017 –  AG2R La Mondiale
- 2018 –  AG2R La Mondiale
- 2019 –  AG2R La Mondiale
- 2020 –  AG2R La Mondiale
- 2021 –  AG2R Citroën Team
- 2022 –  Cofidis
- 2023 –  Cofidis

Appollonio · Bagdonas · Bardet · Bérard · Betancur · Bonnafond · Bouet · Chainel · Cherel · Daniel · Domont · Dumoulin · Dupont · Gastauer · Gaudin · Gougeard · Gretsch · Houle · Hoetarovitsj · Kadri · Kern · Minard · Mondory · Montaguti ·  Nocentini · Péraud · Pozzovivo · Riblon · Turgot · Vuillermoz · Bidard (stagiair) · Denz (stagiair) · Raibaud (stagiair)
Bagdonas · Bakelants · Bardet · Bérard · Betancur · Bonnafond · Cherel · Daniel · Denz · Domont · Dumoulin · Dupont · Gastauer · Gaudin · Gougeard · Gretsch · Houle · Jauregui · Kadri · Latour · Minard · Mondory · Montaguti ·  Nocentini · Péraud · Pozzovivo · Riblon · Turgot · Vansummeren · Vuillermoz · Bidard (stagiair) · Campistrous (stagiair) · Pereira (stagiair)
Bagdonas · Bakelants · Bardet · Bérard · Bidard · Bonnafond · Cherel · Daniel · Denz · Domont · Dumoulin · Dupont · Gastauer · Gaudin · Gautier · Gougeard · Gretsch · Houle · Jauregui · Kadri · Latour · Minard · Montaguti · Péraud · Pozzovivo · Riblon · Sergent · Turgot · Vansummeren · Vuillermoz · Cosnefroy (stagiair) · Fabre (stagiair) · Rochas (stagiair)
Bagdonas · Bakelants · Barbier · Bardet · Bérard · Bidard · Cherel · Chevrier · Cosnefroy · Denz · Domont · Dumoulin · Dupont · Duval · Enger · Frank · Gastauer · Gautier · Geniez · Gougeard · Houle · Jauregui · Latour · Montaguti · Naesen · Peters · Pozzovivo · Riblon · Vandenbergh · Vuillermoz · Doléatto (stagiair) · Geniets (stagiair) · Russo (stagiair)
Bagdonas · Bakelants · Barbier · Bardet · Bidard · Cherel · Chevrier · Cosnefroy · Denz · Dillier · Domont · Dumoulin · Dupont · Duval · Frank · Gallopin · Gastauer · Gautier · Geniez · Gougeard · Jauregui · Latour · Montaguti · Naesen · Peters · Vandenbergh · Venturini · Vuillermoz
Bagdonas · Bardet · Bidard · Bouchard · Cherel · Chevrier · Cosnefroy · Denz · Dillier · Domont · Dumoulin · Dupont · Duval · Frank · Gallopin · Gastauer · Geniez · Godon · Gougeard · Hänninen · Jauregui · Latour · Naesen · Paret-Peintre · Peters · Vandenbergh · Venturini · Vuillermoz · Warbasse · Champoussin (stagiair) · Hänninen (stagiair) · Jorgenson (stagiair) · Jullien (stagiair)
Bardet · Bidard · Bouchard · Champoussin (vanaf 1 april) · Cherel · Chevrier · Cosnefroy · Dillier · Domont · Duval · Frank · Gallopin · Gastauer · Geniez · Godon · Gougeard · Hänninen · Jauregui · Latour · L. Naesen · O. Naesen · Paret-Peintre · Peters · Tanfield · Vandenbergh · Vendrame · Venturini · Vuillermoz · Warbasse · Jullien (stagiair) · Reugel (stagiair) · Verger (stagiair)
Bidard · Bouchard · Calmejane · Champoussin · Cherel · Cosnefroy · Dewulf · Duval · Franktot en met 20 juni · Gallopin · Gastauer · Godon · Gougeard · Hänninen ·  Jullien · Jungels · L. Naesen · O. Naesen · O'Connor · Paret-Peintre · Peters · Prodhomme · Sarreau · Schär · Touzé · Van Avermaet · Van Hoecke · Vendrame · Venturini · Warbasse · Delphis (stagiair) · Lapeira (stagiair) · Retailleau (stagiair)
Allegaert · Armée · Bidard · Bohli · Carvalho · Champion · Cimolai · Consonni · Coquard · Delettre · Fernández · Finé · Geschke · Jesús Herrada · José Herrada · Izagirre · Kreder · Lafay · Martin · Perez · Périchon · Renard · Rochas · Sajnok · Thomas · Toumire · Vanbilsen · Villella · Wallays · Walscheid · Zingle · Kolze Changizi (stagiair) · Lecamus-Lambert (stagiair) · Wood (stagiair)
Allegaert · Bidard · Carvalho · Champion · Cimolai · Consonni · Coquard · Delettre · Fernández · Finé · Geschke · Jesús Herrada · José Herrada · Izagirre · Kreder · Lafay · Lastra · Mariault · Martin · Noppe · Perez · Périchon · Renard · Rochas · Thomas · Toumire · Wallays · Walscheid · Wood · Zingle · Gudnitz (stagiair) · Knight (stagiair) · Larmet (stagiair)